# 布雷阿克
布雷阿克（法語：Bourréac，法語發音：[buʁeak]）是法国上比利牛斯省的一个市镇，位于该省西部，属于阿热莱斯加佐斯特区。

## 地理
布雷阿克（43°6'10"N, 0°0'6"E）面积1.26 平方千米，位于法国奧克西塔尼大區上比利牛斯省，该省份为法国西南部内陆省份，北至热尔省，西接大西洋比利牛斯省，南与西班牙接壤，东临上加龙省。
与布雷阿克接壤的市镇（或旧市镇、城区）包括：阿尔西扎克-埃藏格勒、埃斯库贝普特、瑞洛斯、莱济尼昂、帕雷阿克。

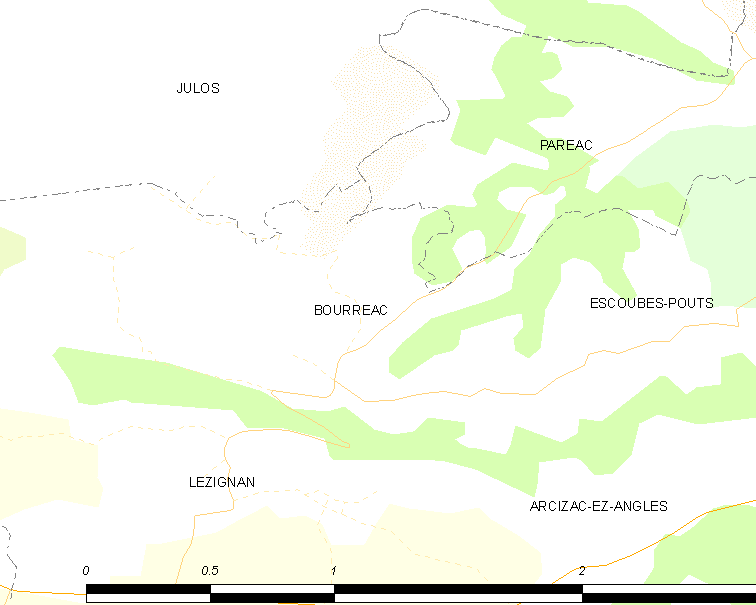
布雷阿克的OSM定位图

布雷阿克的时区为UTC+01:00、UTC+02:00（夏令时）。

## 行政
布雷阿克的邮政编码为65100，INSEE市镇编码为65107。

## 政治
布雷阿克所属的省级选区为卢尔德第二县。

## 人口

1962-2008年间布雷阿克人口变化图示

布雷阿克于2022年1月1日时的人口数量为118人。